# 사타케 요시나리

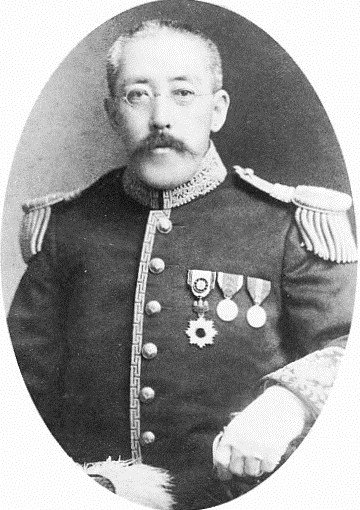
사타케 요시나리

사타케 요시나리(일본어: 佐竹義生)는 메이지 시대의 화족이다. 작위는 후작. 구보타 번주 사타케 요시타카의 차남.

## 같이 보기
- 센슈 공원

| 전임 사타케 요시타카 | 제33대 사타케 종가 당주 1884년 ~ 1915년 | 후임 사타케 요시하루 |